# Connaissement

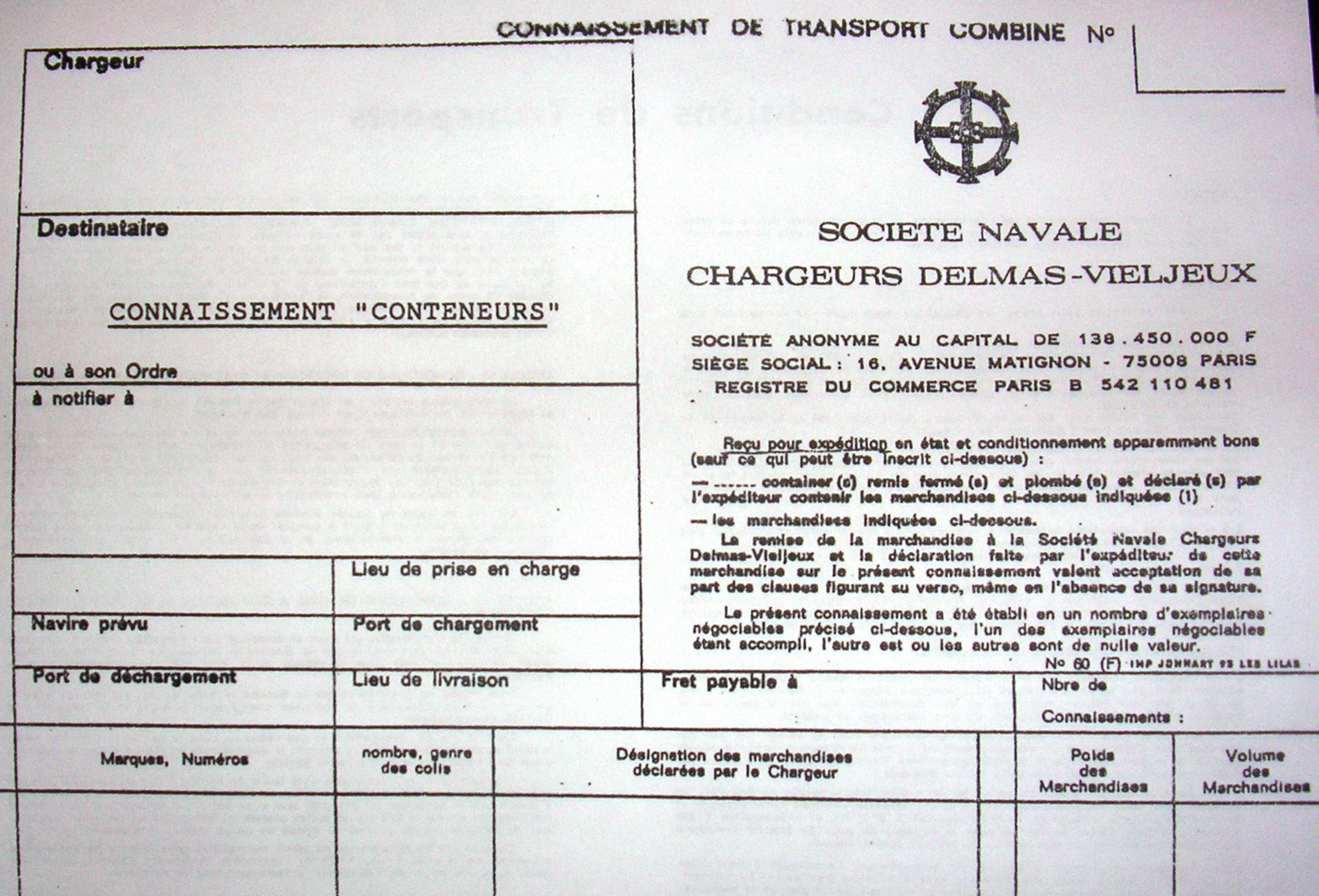
Connaissement conteneurs de la Société Navale Chargeurs Delmas-Vieljeux

Le connaissement (en anglais bill of lading : bon de chargement, de fret, abrégé B/L) est le document matérialisant le contrat de transport maritime conclu entre le chargeur et le transporteur maritime. Il est également un titre représentatif des marchandises. C'est un titre de possession endossable (chambre de commerce internationale).

## Présentation
Le connaissement est le titre qui est remis par le transporteur maritime, ou son représentant, à l'expéditeur propriétaire de la marchandise en reconnaissance des marchandises que son navire va transporter.
Sur ce document sont consignés la nature, le poids et les marques des marchandises embarquées. Cette pièce est signée par le capitaine après réception des marchandises, avec l’engagement de les remettre dans l’état où il les a reçues, au lieu de destination, sauf périls et accidents en mer.
Le connaissement doit être établi en quatre exemplaires. Le document original n'est pas un titre de propriété de la marchandise, mais il est représentatif des marchandises et il est négociable. Les trois autres exemplaires sont destinés au capitaine du navire, à l’armateur et au vendeur.
Le connaissement a trois fonctions : c'est une preuve de réception de la marchandise par le transporteur, qui la prend juridiquement en charge ; cela sert également de titre de propriété sur la marchandise pendant le voyage ; et enfin le connaissement reprend les termes du contrat de transport.
Le retrait de la marchandise au port de destination prévu ne peut se faire que sur présentation et remise de l’original endossé, les autres devenant caducs. Dans les faits, il arrive que les connaissements ne soient pas disponibles à l'arrivée du navire, il reste malgré tout possible de délivrer la marchandise sous réserve d'obtenir une lettre de garantie bancaire, mais cette démarche est sujette à problèmes.
Le connaissement, qui constitue à la base un contrat de transport, est aussi un effet de commerce : il s'agit d'un titre endossable. Ceci permet au vendeur de transférer la propriété des marchandises à l’acquéreur alors qu’elles sont en cours de voyage. Ceci permet également à l’acquéreur de les remettre virtuellement à un banquier comme gage destiné à garantir le remboursement du crédit qui lui a été consenti pour en faire l'acquisition.
De nombreux contrats d'affrètement (charte-partie) stipulent que les connaissements doivent être signés sans aucune remarque (en anglais : clean B/Ls). Il appartient alors au capitaine de refuser de prendre en charge la cargaison si l’état du connaissement ne lui permet pas d’être signé sans les réserves appropriées. Les possibles lettres d'indemnités présentées par le chargeur pour pallier ce problème ne devraient en aucun cas être acceptées sous peine de complicité de fraude.

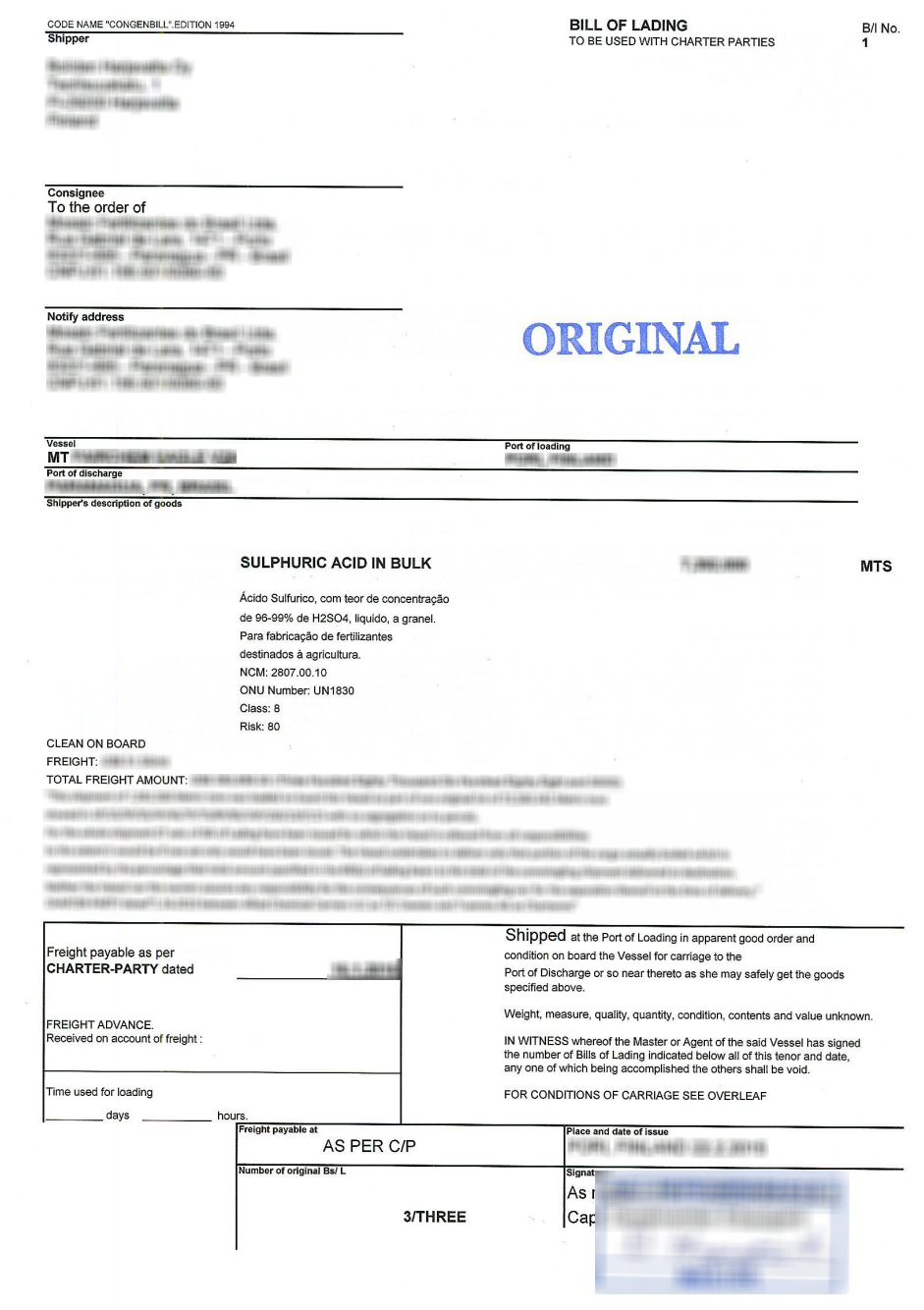
Connaissement pour un chargement d'acide sulfurique en vrac

Le contrat de transport maritime est un accord selon lequel le transporteur maritime s’engage à transporter des biens ou des personnes d’un port à un autre moyennant le paiement d’une somme déterminée appelée fret. 

## Les parties au contrat
Les parties au contrat du transport maritime sont le transporteur maritime qui peut être représenté par le Capitaine du navire, le consignataire du navire ou l’agent maritime et le chargeur qui représente soit le transitaire, soit l’exportateur et soit l’importateur.

## Obligations des parties

### Obligations du chargeur
Le chargeur doit :
- déclarer par écrit tous les éléments permettant d’identifier la marchandise à savoir la nature, le conditionnement et l’emballage, le poids et le volume de la marchandise ;
- payer le fret ;
- emballer la marchandise de manière appropriée pour que celle‑ci soit protégée pendant la manutention et le transport ;
- étiqueter et marquer les colis (le nom de l’expéditeur et de l’importateur, le numéro du colis et indiquer les ports de départ et d’arrivée).

### Obligations du transporteur
Le transporteur doit :
- mettre son navire en bon état de navigabilité ;
- prendre en charge la marchandise pendant la durée du contrat ;
- charger et arrimer la marchandise avec le soin nécessaire ;
- émettre un connaissement ;
- transborder si nécessaire en cas d’empêchement de poursuivre le voyage ;
- décharger la marchandise ;
- livrer la marchandise au destinataire final.

## Sources
- RUUCD art. 23.
- Pratic Export, le fret maritime pratique, éditions SMECI
- Dictionnaire Gruss de Marine, Éditions Maritimes et d'Outre-Mer
- (en) Commercial Management for Shipmasters,  (ISBN 1 870077 33 4). Nautical institute